# Gustavo Henrique da Silva Sousa
Gustavo Henrique da Silva Sousa, noto semplicemente come Gustavo (Registro, 29 marzo 1994), è un calciatore brasiliano, attaccante dello Shanghai Haigang.

## Caratteristiche tecniche
È una centravanti.

## Carriera
Cresciuto nel settore giovanile del Criciúma, ha esordito in prima squadra il 16 febbraio 2014 in occasione del match del Campionato Catarinense vinto 2-1 contro la Chapecoense.

## Palmarès

### Club

#### Competizioni statali
- Copa Rio: 1

Resende: 2015

#### Competizioni nazionali
- Campeonato Brasileiro Série B: 1

Fortaleza: 2018
- Campionato sudcoreano: 2

Jeonbuk Hyundai: 2020, 2021
- Coppa della Corea del Sud: 2

Jeonbuk Hyundai: 2020, 2022
- Campionato cinese: 1

Shanghai Haigang: 2024
- Coppa di Cina: 1

Shanghai Haigang: 2024